# Vườn quốc gia Scott
Vườn quốc gia Scott là một vườn quốc gia ở Tây Úc, Úc.
Vườn quốc gia Scott cách Perth. 265 km về phía nam.
Nó được dựa trên vùng lưu vực của sông Scott và bờ phía Đông của sông Blackwood.
Nó có các loài thực vật nguy cấp và quý hiếm trong khu vực của nó.